# Požar v naravi
Požar v naravi je neukročen ogenj, ki se je razplamtel po območju kjer raste vnetljiva vegetacija v naravi (nikoli v urbanem območju). Tak ogenj se lahko kvalificira tudi po rastlinju, ki je zagorelo, na primer: požar grmovja, gozdni požar, puščavski požar itd. Požar se od navadnega ognja razlikuje po večji velikosti, hitrosti širjenja od vira vžiga, možnosti, da hitro zamenja smer gorenja ter zmožnostjo, da preskoči površine, kot so ceste, travniki, reke in celo požarne linije.

## Vzroki
Požari v naravi spadajo pod katastrofe z delno naravnimi, delno pa človeškimi vzroki vžiga. Štirje največji naravni vzroki za požare so strele, erupcije ognjenikov, iskre, ki jih povzročijo plazovi ter spontani vžigi. Med človeške vzroke za zanetitev požara pa sodijo namerni požigi, ogorki odvrženih cigaret, iskre, ki jih povzročijo stroji, ter nezgode na električnih omrežjih. Najpogostejši vzroki za vžig požarov v naravi se razlikuje od regije do regije. V Kanadi ali severozahodni Kitajski na primer, med najpogostejše razloge za začetek takega požara spadajo strele. V predelih sveta kot so Mehika, Centralna Amerika, Južna Amerika, Afrika, Jugovzhodna Azija, Fidži in Nova Zelandija, pa so požari v naravi največkrat vzrok človeških aktivnosti, največkrat živinoreje, tudi poljedelstva in požigov z namenom spreminjanja okolja ter površin. Človeška malomarnost pa je najpogostejši vzrok požarov v naravi na območju Kitajske ter Mediterana.

## Širjenje
Širitev požarov v naravi je odvisna od gorljivega materiala, ki je v bližini in razporeditve le tega. Veliko vlogo igrajo sama tla in podlaga, tak požar se bo najhitreje širil po posušenem rastlinju, listju, manjših posušenih drevesih ter travnatih pobočjih.

## Vpliv vremena
Vročinski valovi, suše, ciklične klimatske spremembe kot je El Niño in regionalni vremenski vzorci, kot so območja visokega tlaka, lahko drastično povečajo možnosti za nastanek požarov v naravi ter tudi spremenijo njihovo obnašanje. S sredino 80. let 19. stoletja, ko se je začelo obdobje hitrega taljenja snega ter globalnega segrevanja ozračja, povezujejo povečanje števila požarov v naravi, njihovega trajanja ter intenzivnosti le teh v zahodnem delu Združenih Držav Amerike. V večini primerov se enega samega elementa ne povezuje s povečanjem požarov v naravi. Le ti se na primer ne bodo pojavljali med sušnim obdobjem, če zraven ne bodo prisotni še drugi elementi, kot so strele, močni vetrovi in podobno.
Sama intenzivnost takih požarov naj bi bila veliko večja podnevi, ko je v zraku prisotne manj vlage, temperature so višje, močnejši pa so tudi vetrovi, kot pa v času noči. V Evropi se požari v naravi največkrat začnejo v obdobju od 12.00 do 14.00 ure.

## Preprečevanje
Preprečevanje požarov v naravi se sklicuje na preventivne metode, ki pomagajo zmanjšati tveganje za nastanek požarov v naravi ter omiliti njihovo širitev ter njihove posledice na okolje. V nekaterih predelih severne Amerike gasilci požarom, ki so se pričeli z naravnimi vzroki celo pustijo, da gorijo in s tem upravičijo svojo vlogo v tem okolju, seveda pa pazijo, da se taki požari ne razbohotijo v urbano okolje. V Evropi, kjer 95% gozdnih požarov nastane kot posledica človeka ter njegovih dejavnosti, pa jih poskusijo preprečevati pristojne agencije.
Požare z naravnimi vzroki vžiga je sicer težko preprečevati, ker so največkrat posledica več dejavnikov, ki delujejo skupaj, to so: topografija okolja, gorljivi elementi ter vreme. Od teh treh dejavnikov se dejansko lahko vpliva samo na gorljive elemente, tako, da se jih sproti odstranjuje ter se s tem zmanjšuje možnosti za požare v prihodnosti. Različne države po svetu imajo svoje programe za preprečevanje požarov v naravi, tudi nadzorovan požig določenih območij, tak požar je nadzorovan in izveden v stabilnih vremenskih pogojih.
Požare v naravi se preprečuje tudi s primernimi programi odstranjevanja oziroma poseke starejših ter posušenih dreves, ki so najbolj primerno sredstvo za začetek ter širitev ognja. S sekirami in motornimi žagami se tudi redči drevesa in grmičevje, ter se tako preprečuje možnosti za požare večjih razsežnosti.
Na določenih, kot so na primer Filipini, skrbijo za to, da imajo med gozdovi ter poseljenimi območji požarno linijo, ki se razteza na območju med 5-10 metri. Ta območja sčistijo, da tam ni nobenih gorljivih elementov prek katerih bi se požar lahko širil, poleti in med sušnimi obdobji pa tam gasilci in lastniki tudi izvajajo požarno stražo.

## Odkrivanje
V boju proti požarom v naravi je ključnega pomena hitro in učinkovito odkrivanje le teh. V Združenih Državah Amerike so v začetku 20. stoletja uporabljali razgledne stolpe, katerih namen je bil odkrivanje požarov v naravi in obveščanje pristojnih avtoritet prek telefonov, golobov pismonoš ter heliografov. Sredi 20. stoletja so požare odkrivali s slikanjem z letal, kasneje pa tudi z infrardečim skeniranjem površin. Kot največje ovira se je pojavljalo samo obveščanje o požarih, saj je bila komunikacijska tehnologija v tistem času še dokaj nerazvita.
V današnjih časih se uporablja vse te tehnologije, slikanje območij ter preleti nad njimi, najde se tudi še kakšen razgledni stolp z namenom opazovanja ter detekcije požarov v naravi. Problemi pri natančnosti teh metod se največkrat pojavijo zaradi utrujenosti ljudi, ki se ukvarjajo z detekcijo požarov, časa opazovanja, letnega časa, ter geografske lokacije.

## Gašenje
Zatiranje in gašenje požarov v naravi je najbolj odvisno od tehnologije, ki je na voljo v območju, kjer je do takega požara prišlo. V manj razvitih območjih so tehnike gašenje požarov lahko zelo preproste, denimo, metanje peska ali palmovih listov z namenom, da se ogenj čim prej pogasi. Na bolj razvitih območjih pa se uporablja novejše in inovativnejše metode, kot je recimo uporaba srebrovega jodida, ki spodbuja sneženje. Uporablja se tudi druge zaviralce ognja, najpogosteje vodo, ki jo na ogenj spuščajo iz letal, helikopterjev in drugih za to namenjenih vozil. 
Nikoli se ne pričakuje kompletne pogasitve takih požarov, temveč njihovo omejevanje, da se ne razširijo do te mere, ko jih ne bi bilo več moč nadzorovati.